# Three Live Ghosts
Three Live Ghosts  es una comedia estadounidense de 1929 dirigida por Thornton Freeland y protagonizada por Beryl Mercer, Harry Stubbs y Joan Bennett; con Robert Montgomery y Tenen Holtz. El guion trata de tres veteranos de la Primera Guerra Mundial que regresan a su casa en Londres después del armisticio, sólo para descubrir que han sido catalogados como muertos por error.  Se basó en la obra de teatro de 1920 Three Live Ghosts (Tres fantasmas vivos), de Frederic S. Isham.

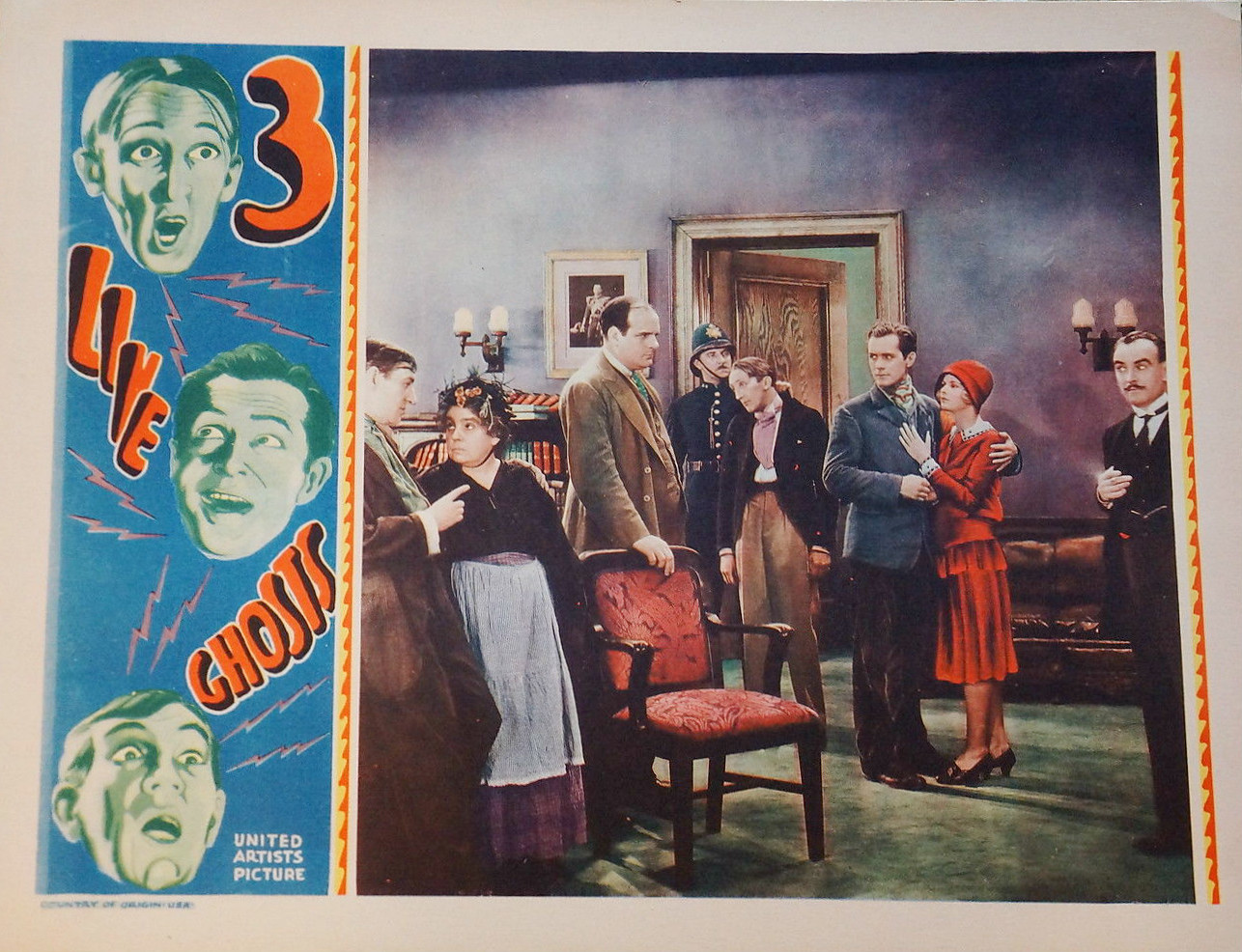

## Reparto
- Beryl Mercer como Mrs. Gubbins
- Hilda Vaughn como Peggy Woofers
- Harry Stubbs como Bolton
- Joan Bennett como Rose Gordon
- Nanci Price como Alice
- Charles McNaughton como Jimmie Grubbins
- Robert Montgomery como William Foster
- Claud Allister como Spoofy
- Arthur Clayton como Paymaster
- Tenen Holtz como el valijero
- Shayle Gardner como Briggs
- Jack Cooper como Benson
- Jocelyn Lee como lady Leicester

## Otros Créditos
- Color: Blanco y Negro